# John O'Neil (rugby à XV)
Pour les articles homonymes, voir John O'Neil et O'Neil.

a Compétitions nationales et continentales officielles uniquement.

b Matchs officiels uniquement.
Dernière mise à jour le 16 mai 2012.
John Thomas O'Neil, né le 4 octobre 1898 à Faulkton dans le Dakota du Sud et mort le 25 mars 1950 à Los Angeles, est un joueur américain de rugby à XV évoluant en première ligne. Il est double champion olympique avec l'équipe des États-Unis de rugby à XV en 1920 et en 1924.

## Biographie
John O'Neil naît le 4 octobre 1898 à Faulkton dans le Dakota du Sud dans une riche famille qui a fait sa fortune dans l'exploitation du pétrole au Texas. Il effectue ses études à l'Université de Santa Clara où il apprend à jouer au rugby à XV au sein de l'équipe universitaire des Broncos. En 1920, il fait partie de l'équipe olympique américaine qui part en Europe pour disputer les Jeux olympiques à Anvers. La sélection américaine n'ayant pas obtenu pas de subventions auprès du comité olympique américain qui refuse de participer au financement de leur périple, une collecte de fonds est alors lancée en Californie et l'équipe récolte 20 000 dollars. O'Neil, en raison de la fortune de sa famille, est alors l'un des plus gros mécène de l'équipe. Il remporte le titre olympique avec l'équipe de rugby américaine qui bat l'équipe de France sur le score de 8 à 0 dans l'unique match de la compétition. Un mois après le titre olympique, il dispute un test match contre les Français, cette fois perdu sur le score de 14 à 5.
Quatre ans plus tard, il est membre de l'équipe olympique américaine pour les Jeux olympiques qui ont lieu Paris et décroche de nouveau la médaille d'or grâce aux deux victoires des Américains contre les Roumains 37 à 0 et contre les Français 17 à 3. Victime d'une appendicite et opéré peu de temps avant les Jeux, O'Neil reçoit, lors du match contre l'équipe de France, un coup de pied dans l'estomac qui lui ouvre la cicatrice laissée par l'opération. Les remplacements n'existant pas à cette époque, il continue à jouer jusqu'à la fin de la partie malgré la douleur pour ne pas pénaliser son équipe en la laissant jouer le reste du match à quatorze.
Après ses études, O'Neil travaille dans les activités pétrolières de sa famille. Avec son frère Louis, il est parmi les premiers investisseurs dans l'exploitation du pétrole à Cat Creek dans le Montana. En 1924, ensemble ils ouvrent une petite raffinerie à Sunburst. En 1926, ils vendent leur exploitation de Cat Creek à la California Oil Company pour 5 millions de dollars.

## Palmarès
- Champion olympique de rugby à XV aux Jeux olympiques d'été de 1920 et aux Jeux olympiques d'été de 1924